# Fritz Bronsart von Schellendorf

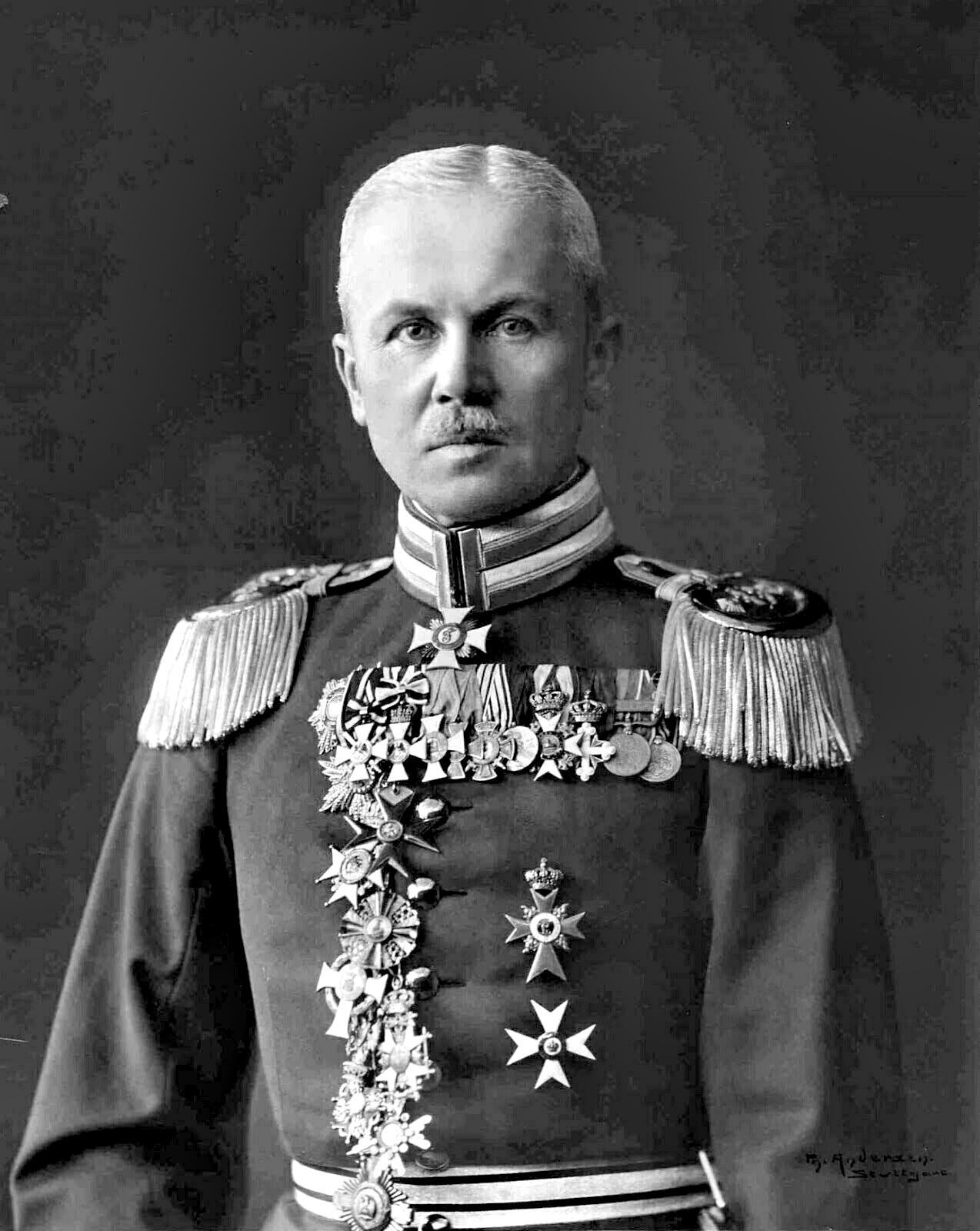
Bronsart von Schellendorf como coronel en octubre de 1912.

Friedrich (Fritz) Bronsart von Schellendorf (1864-1950) fue un oficial y político alemán. Fue jefe del Estado Mayor del Ejército otomano, parte de la misión militar alemana en el Imperio otomano. Reemplazó a Otto Liman von Sanders quien fue enviado a la región del Egeo debido a desacuerdos con Enver Pasha. Fue instrumental en el esbozo de planes iniciales de guerra para el Ejército otomano. Algunos historiadores consideran a Bronsart von Schellendorf como instigador del genocidio armenio. Fue también un ardiente partidario de Hitler durante la década de 1930.
Comentarios de Schellendorf en 1919:

Como el judío, el armenio fuera de su patria es como un parásito, absorbiendo el bienestar del país en el que se establece. Esto también da como resultado el odio que se ha dirigido hacia él de forma medieval como pueblo no deseado, y ha llevado a su asesinato.